# Liste der denkmalgeschützten Objekte in Unterfrauenhaid
Die Liste der denkmalgeschützten Objekte in Unterfrauenhaid enthält die 6 denkmalgeschützten, unbeweglichen Objekte der burgenländischen Gemeinde Unterfrauenhaid.

## Denkmäler
| Foto |                 | Denkmal                                                                              | Standort                                            | Beschreibung                                                                                  | Metadaten |
| ---- | --------------- | ------------------------------------------------------------------------------------ | --------------------------------------------------- | --------------------------------------------------------------------------------------------- | --- |
| ja   | Datei hochladen | Dreifaltigkeitssäule HERIS-ID: 113088 Objekt-ID: 131316seit 2019                     | gegenüber Feldgasse 22 Standort KG: Unterfrauenhaid |                                                                                               | BDA-Hist.: Q105646913 Status: Bescheid Stand der BDA-Liste: 2025-06-30 Name: Dreifaltigkeitssäule GstNr.: 2699/1                                                                    |
| ja   | Datei hochladen | Kreuzkapelle HERIS-ID: 72220 Objekt-ID: 85446                                        | Hauptstraße 14 Standort KG: Unterfrauenhaid         | Eine Nischenkapelle mit einem Kruzifix aus dem 18./19. Jahrhundert.                           | BDA-Hist.: Q38129836 Status: § 2a Stand der BDA-Liste: 2025-06-30 Name: Kreuzkapelle GstNr.: 267 Kreuzkapelle Unterfrauenhaid                                                       |
| ja   | Datei hochladen | Friedhofsmauer HERIS-ID: 72219 Objekt-ID: 85445                                      | Pfarrplatz 9 Standort KG: Unterfrauenhaid           | Eine Wehrmauer rund um die Kirche und den Friedhof mit Schlüssellochscharten                  | BDA-Hist.: Q38129824 Status: § 2a Stand der BDA-Liste: 2025-06-30 Name: Friedhofsmauer GstNr.: 290/2 Friedhof Unterfrauenhaid                                                       |
| ja   | Datei hochladen | Friedhofskapelle HERIS-ID: 75904 Objekt-ID: 89429                                    | Pfarrplatz 9 Standort KG: Unterfrauenhaid           | Ein einfacher rechteckiger Bau, rechts beim Friedhofseingang.                                 | BDA-Hist.: Q38141155 Status: § 2a Stand der BDA-Liste: 2025-06-30 Name: Friedhofskapelle GstNr.: 290/2 Friedhof Unterfrauenhaid                                                     |
| ja   | Datei hochladen | Kath. Pfarr- und Wallfahrtskirche Mariä Himmelfahrt HERIS-ID: 47325 Objekt-ID: 50247 | Pfarrplatz 9 Standort KG: Unterfrauenhaid           | Eine gotische Kirche, die 1660 barockisiert wurde.                                            | BDA-Hist.: Q1677086 Status: § 2a Stand der BDA-Liste: 2025-06-30 Name: Kath. Pfarr- und Wallfahrtskirche Mariä Himmelfahrt GstNr.: 290/1 Mariä-Himmelfahrt-Kirche (Unterfrauenhaid) |
| ja   | Datei hochladen | Figurenbildstock Ecce Homo HERIS-ID: 72224 Objekt-ID: 85450                          | bei Pfarrplatz 11 Standort KG: Unterfrauenhaid      | Eine Ecce-homo-Steinfigur aus dem Jahr 1688 auf einer Weinlaubsäule am südlichen Ortsausgang. | BDA-Hist.: Q38129852 Status: § 2a Stand der BDA-Liste: 2025-06-30 Name: Figurenbildstock Ecce Homo GstNr.: 883                                                                      |